# 東陸橋
東陸橋（ひがしりっきょう）は、かつて岐阜県岐阜市に架かっていた国道157号の跨線橋。JR東海道本線高山本線をまたいでいる橋梁であった。
名古屋鉄道名古屋本線の新岐阜駅手前にある線路橋（この区間が名古屋本線の単線区間である）の西に隣接していた。
岐阜市内中心部で東海道本線を跨ぐ跨線橋には、この東陸橋と西陸橋があり、かつては岐阜バスの行先表示幕にも経由地（バス停名ではない）として表示されるなど、岐阜市民の道路の目印となっていた。
全長120 m、車道は片側1車線で両側に歩道が設置されていた。

## 歴史
- 1913年（大正2年）7月22日：3代目岐阜駅が完成。この駅本体は当初計画より東に建設されたため、東海道本線で分断された八間道（神田町通り。現長良橋通り）と加納を結ぶ道路の迂回路として、東陸橋（初代、加納陸橋）が開通する。
- 1914年（大正3年）：東陸橋の西に隣接して、美濃電気軌道笠松線（現名古屋本線）の線路橋が開通する。当時の新岐阜駅は、東海道本線との交差部から90°西に急カーブと急勾配で下り、岐阜駅寄りの地平に位置していた。
- 1948年（昭和23年）：名古屋鉄道名岐線（現名古屋本線）の新岐阜駅を移転し各務原線の長住町駅と統合。2代目東陸橋開通までの間、道路は同駅南（陸橋北）で同線を踏切で横切る形になる。
- 1956年（昭和31年）5月15日：名古屋本線の西に隣接して、東陸橋（2代目）が開通する。この東陸橋の北に接続する坂は、1914年 - 1948年の（美濃電→）名鉄線路敷の坂を再利用したものであった。
- 1986年（昭和61年）：岐阜駅周辺の高架化工事のため、東陸橋の補強工事が行なわれる。東陸橋のトラス部分が撤去され橋梁の強化補修が行なわれた。
- 1998年（平成10年）：東海道本線、高山本線の高架が完成。
- 1999年（平成11年）：東陸橋本体が撤去される。

## 現在
- 2代目陸橋の盛土部分のほとんどは2005年頃までに撤去されたが、名古屋本線に接する部分などに痕跡がある。また同線の東側には、初代陸橋の遺構である煉瓦造りの橋台が残っている。この橋台は線路橋のそれと一体化している。2011年12月に河合塾岐阜校旧校舎前に残っていた盛土を撤去、2012年3月に同校舎ビル解体、その隣に残っていた岐阜調理専門学校の旧校舎ビルも2013年2月に解体されて、道路西側の遺構は完全に消滅した。

## その他
- 東陸橋の初代は1913年（大正2年）の開通であるが、それ以前からこの場所に歩行者用の跨線橋は存在していたという。
- 川端康成の短編小説「篝火」（1924年発表）は、1921年（大正10年）の岐阜が舞台であり、そのなかで登場する跨線橋が東陸橋に該当するという説がある。
- 現在の岐阜バスでの系統記号・番号がEに該当する路線（加納島線・茜部三田洞線・加納南線・松籟加納線・岐南町線など）が、かつて東陸橋を経由していた路線である。
- 東陸橋が存在した通りは、加納中通りと名づけられている。